# Cristine Rose
Cristine Rose est une actrice née le 31 janvier 1951 à Lynwood, Californie aux États-Unis.
Elle est notamment connue pour avoir interprété Angela Petrelli, la mère des deux frères Nathan et Peter, dans de très nombreux épisodes de la série Heroes.

## Biographie
Elle est née à Lynwood, Californie. Rose est diplômé de l’Université de Stanford. Elle était une actrice récurrente dans la série télévisée Ferris Bueller. C’était une reprise d’un film populaire La Folle Journée de Ferris Bueller (en: Ferris Bueller's Day Off), où elle jouait avec Jennifer Aniston, qui n’était pas encore connue.

## Filmographie

### Cinéma
- 1986 : Fatherland de Ken Loach : Lucy Bernstein
- 1987 : Ishtar d'Elaine May : Siri Darma
- 1988 : Judgment in Berlin de Leo Penn : Marsha Stern
- 1997 : Suicide Club de Stephen T. Kay : Madame Greenway
- 1999 : The Big Split de Martin Hynes
- 2000 : Ce que veulent les femmes de Nancy Meyers : Sloane
- 2007 : Cook Off ! de Cathryn Michon & Guy Shalem : Victoria Dougherty
- 2008 : Shades of Ray de Jaffar Mahmood : Madame Khaliq
- 2008 : Float de Johnny Asuncion : Pamela Fulton
- 2009 : Ce que pensent les hommes de Ken Kwapis : Riche divorcée
- 2010 : Jeffie Was Here de Todd Edwards : Madame Mangold
- 2011 : Take Me Home de Sam Jaeger : Lynnette
- 2014 : Muffin Top: A Love Story de Cathryn Michon : Deborah
- 2014 : Any Other Friday (court-métrage) de Peter Paul Basler : Connie
- 2015 : The Better Half de Michael Winnick : Gwen

### Television
- 1977 : The Trial of Lee Harvey Oswald (en) : Jackie Kennedy (Téléfilm)
- 1984 : Aline et Cathy : Rosie (1 Episode)
- 1985 : Love, Long Distance : Sybil Sylver (Téléfilm)
- 1985 : Spenser (1 Episode)
- 1987 : Matlock : Lacey St.John (1 Episode)
- 1987 : CBS Summer Playhouse : Raylene (1 Episode)
- 1987-1991 : Quoi de neuf docteur ? : Lucy Snyder / Roseanne Flagg (2 Episodes)
- 1988 : Terrorist on Trial: The United States vs. Salim Ajami : Femme du département Justice (Téléfilm)
- 1988 : Clair de lune : Lauren Baxter (1 Episode)
- 1988 : Un toit pour dix : Kate Dibie (1 Episode)
- 1988 : Sam suffit : Phyllis (1 Episode)
- 1988 : Dear John : Gloria (1 Episode)
- 1988 : Mr. President : Agent Bell (1 Episode)
- 1988 : Hôpital St Elsewhere (1 Episode)
- 1988-1989 : TV 101 : Mary Alice Peevey (4 Episodes)
- 1988-1993 : La Loi de Los Angeles : Gay Halloran (2 Episodes)
- 1989 : Arabesque : Miss Hayes (1 Episode)
- 1989 : Newhart : Debbie (1 Episode)
- 1989 : Valerie : Rita Traeger (2 Episodes)
- 1990 : Extreme Close-Up : Madame Garfield (Téléfilm)
- 1990 : Burning Bridges : Gloria (Téléfilm)
- 1990 : Murphy Brown : Beth (1 Episode)
- 1990 : Corky, un adolescent pas comme les autres : Madame Dougherty (1 Episode)
- 1990 : The Famous Teddy Z (1 Episode)
- 1990-1991 : Ferris Bueller : Barbara Bueller (13 Episodes)
- 1991 : Passion : Veronica Andrews (Téléfilm)
- 1991 : Collège, flirt et rock'n'roll : Madame Allen (Téléfilm)
- 1991 : Les Années coup de cœur : Dr. Ferleger (1 Episode)
- 1991 : CBS Schoolbreak Special : Marilyn Miller (1 Episode)
- 1991 : Guerres privées : Doris Stipes (1 Episode)
- 1991 : Uncle Buck : Gwen (1 Episode)
- 1991 : Palace Guard (1 Episode)
- 1991 : Anything But Love (1 Episode)
- 1991 : Davis Rules (1 Episode)
- 1992 : Le temps d'une idylle : Brenda Sands (Téléfilm)
- 1992 : Down the Shore : Wilma (1 Episode)
- 1992 : Tribunal de nuit : Dr. Weeks (2 Episodes)
- 1992-1993 : Flying Blind : Ellen Barash (12 Episodes)
- 1992-1996 : Un drôle de shérif : Lydia Brock (5 Episodes)
- 1993 : Une nounou d'enfer : Dr. Voort (1 Episode)
- 1993 : Almost Home : La directrice (1 Episode)
- 1993 : The Elvira Show : Lindsay (1 Episode)
- 1993 : Star Trek : La Nouvelle Génération : Gi'ral (2 Episodes)
- 1993-1996 : Une maman formidable : Barbara Norton (4 Episodes)
- 1994 : Les garçons sont de retour : Dina (1 Episode)
- 1994 : La maison en folie : Nan (1 Episode)
- 1994 : Models Inc. : Dr. Townsend (2 Episodes)
- 1994-1997 : Ellen : Susan / Emily (4 Episodes)
- 1996 : For the Future: The Irvine Fertility Scandal : Rina Manelli (Téléfilm)
- 1996 : Nash Bridges : Sergente (1 Episode)
- 1996 : Chicago Hope : La Vie à tout prix : Judy Beckman (1 Episode)
- 1996 : The Jeff Foxworthy Show : Katherine Blosier (1 Episode)
- 1997 : Cracker : Madame Lang (1 Episode)
- 1997 : Ally McBeal : Marci Hatfield (1 Episode)
- 1997 : Men Behaving Badly : Dorothy Halverson (1 Episode)
- 1997 : 413 Hope Street : Madame Jefferson (1 Episode)
- 1997 : George & Leo : Ronnie (1 Episode)
- 1997 : Moloney : Andrea Yates (1 Episode)
- 1997 : The Jamie Foxx Show : Marsha Darden (1 Episode)
- 1997 : La Vie à cinq : Jenny Selby (2 Episodes)
- 1997-1998 : Clueless : Madame Mumford (3 Episodes)
- 1998 : Sabrina, l'apprentie sorcière : Madame Chessler (1 Episode)
- 1998 : Urgences : Madame Martinez (1 Episode)
- 1998 : Un gars du Queens : Helen (1 Episode)
- 1998 : Dharma et Greg : Autumn (1 Episode)
- 1998 : Prey : Sandra Cook (1 Episode)
- 1998 : C-16 : Leslie Dreyfuss (1 Episode)
- 1998 : Buddy Faro (1 Episode)
- 1999 : It's Like, You Know... : Zoe (1 Episode)
- 1999 : Beverly Hills 90210 : Juge Mary Addison (1 Episode)
- 1999 : Zoé, Duncan, Jack et Jane : Lillian Gottlieb (1 Episode)
- 1999 : Chérie, j'ai rétréci les gosses : Madame Curie (1 Episode)
- 1999 : Ally : Madame Hatfield (1 Episode)
- 1999 : Charmed : Claire Pryce (5 Episodes)
- 1999-2000 : Providence : Cynthia Blake (7 Episodes)
- 2000 : L'enfance retrouvée : Elaine (Téléfilm)
- 2000 : Diagnostic : Meurtre : Sarah Prince (1 Episode)
- 2000 : Des jours et des vies : Dawn Larson (1 Episode)
- 2000 : Bull : Madame Spencer (1 Episode)
- 2001 : Espions d'État : Margaret Callan (1 Episode)
- 2001 : Malcolm : Madame Demarco (1 Episode)
- 2001 : Philly : Dr. Ellen Kovell (1 Episode)
- 2001 : Six Feet Under : Hannah (1 Episode)
- 2001-2003 : Gilmore Girls : Francine Hayden (2 Episodes)
- 2002 : Life with Bonnie : Shelly (1 Episode)
- 2002 : Any Day Now : Barbara Hoffman (1 Episode)
- 2002 : Hôpital San Francisco (1 Episode)
- 2002 : The Practice : Bobby Donnell et Associés : Bernice White (2 Episodes)
- 2002-2004 : Friends : Bitsy Hannigan (2 Episodes)
- 2003 : Mon oncle Charlie : Lenore (1 Episode)
- 2003 : Sept à la maison : Madame Iglitz (1 Episode)
- 2003 : The Lyon's Den : Madame Conningham (1 Episode)
- 2004 : NCIS : Enquêtes spéciales : Pat Stone (1 Episode)
- 2004 : Les Experts : Grand-mère Giles (1 Episode)
- 2004 : FBI : Portés disparus : Irene Shaw (1 Episode)
- 2005 : Figure libre : Natasha Goberman (Téléfilm)
- 2005 : Enough About Me : Ruth (Téléfilm)
- 2005 : Mrs. Harris : Suzanne (Téléfilm)
- 2005 : Boston Justice : Meredith Waters (1 Episode)
- 2006 : Saved : Amanda Alden (1 Episode)
- 2006 : Lovespring International : Alice (1 Episode)
- 2006 : Commander in Chief : Alice Marlow (1 Episode)
- 2006 : Preuve à l'appui : Dr. Wasserman (1 Episode)
- 2006-2010 : Heroes : Angela Petrelli (53 Episodes)
- 2006-2011 : Big Love : Evelyn Linton (2 Episodes)
- 2006-2014 : How I Met Your Mother : Virginia Mosby (7 Episodes)
- 2007 : State of Mind : Rosalind Warren (2 Episodes)
- 2008 : Heroes: Going Postal : Angela Petrelli (Mini-série)
- 2008-2009 : Heroes: The Recruit : Angela Petrelli (Mini-série)
- 2010 : Mentalist : Pauline (1 Episode)
- 2010-2011 : Brothers and Sisters : Dean Danielle Whitley (2 Episodes)
- 2011 : Mad Love : Penny (1 Episode)
- 2011 : Private Practice : Madame Freedman (1 Episode)
- 2011 : NCIS : Los Angeles : Alexa Comescu (2 Episodes)
- 2012 : Longmire : Donna Craig (1 Episode)
- 2014 : NCIS : Nouvelle-Orléans : Hannah Tarlow (1 Episode)
- 2015 : Aquarius : Mère de Grace (1 Episode)
- 2015-2016 : Heroes Reborn : Angela Petrelli (Mini-série)
- 2016-2017 : Murder : Juge Wenona Sansbury (2 Episodes)
- 2017 : Trial & Error : Josie Davis (8 Episodes)
- 2018 : Sharp Objects : Infirmière Beverly (1 Episode)

## Voix françaises
| - Frédérique Cantrel, dans (les séries télévisées) : - Heroes - Mentalist - Private Practice - Longmire - NCIS : Nouvelle-Orléans - Heroes Reborn - Murder - Marie Lenoir dans (les séries télévisées) : - Charmed - Mon oncle Charlie - NCIS : Enquêtes spéciales - How I Met Your Mother (1re voix, saison 2) - Trial and Error - Marie-Martine, dans (les séries télévisées) : - Saved - Preuve à l'appui - How I Met Your Mother (2e voix, saisons 5-9) - Marie Marczack (*1947 - 2013) dans (les séries télévisées) : - Ellen - Providence | - Françoise Pavy, dans (les séries télévisées) : - Friends - FBI : Portés disparus Et aussi - Annie Sinigalia dans Un drôle de shérif (série télévisée) - Maïté Monceau dans Malcolm, (série télévisée) - Claudine Maufrais dans Gilmore Girls (série télévisée) - Colette Venhard dans Boston Justice (série télévisée) - Brigitte Virtudes dans Figure libre (téléfilm) - Céline Duhamel dans How I Met Your Mother (série télévisée, voix de remplacement - saison 2, épisode 11) - Anne Deleuze dans Ce que pensent les hommes - Anne Kerylen (*1943 - 2021) dans Brothers and Sisters (série télévisée) - Cathy Cerdà dans NCIS : Los Angeles, (série télévisée) |